# Bathylagus pacificus
Bathylagus pacificus är en fiskart som beskrevs av Gilbert, 1890. Bathylagus pacificus ingår i släktet Bathylagus och familjen Bathylagidae. Inga underarter finns listade.